# すばる舎
株式会社すばる舎（すばるしゃ）は、1989年4月1日に設立された日本の出版社。ビジネス書を中心とする書籍の出版事業を行っている。

## 概要
1989年4月1日設立。スローガンは「学び・成長・成功をあなたに」である。書店売り単行本の出版事業としてビジネス書・語学書・資格書・自己啓発書・一般書など年間約100点を出版している。
すばる舎とすばる舎リンケージは、2020年10月1日をもって合併した。
2019年に刊行した『人は話し方が9割』（永松茂久）がロングセラーとなり、ビジネス書売上の年間ランキングにおいて、2020年から3年連続（日販調べ、トーハンでは2年連続）で1位を獲得した。